# Gare de Hove (Norvège)
La gare de Hove est une gare de marchandises établie sur la ligne de Dovre. Elle est située dans la commune de Lillehammer en Norvège.

## Histoire
La gare de Hove est inaugurée en 1991. Des installations permettant le transport de gravier existent depuis 1992, mais seul le terminal de  grumes et de sciure est aujourd'hui en activité.  Elle dispose de neuf voies.
La gare a accueilli des passagers au cours des jeux olympiques de Lillehammer en février 1994.

## Service des marchandises
Trains de grumes et de sciure.